# Émile Faguet
Émile Faguet (17. prosince 1847 La Roche-sur-Yon – 7. června 1916 Paříž) byl francouzský literární kritik a spisovatel.

## Život
Faguet získal vzdělání na Lycée Charlemagne v Paříži a později přešel do École normale supérieure. Poté nějakou dobu působil jako učitel v La Rochelle, Bordeaux a v Moulins (Allier).
Poté, co se v roce 1874 stal mimořádným profesorem písemnictví, vyučoval rétoriku v Clermont-Ferrand, v roce 1883 získal titul doktora písemnictví a vrátil se na Lycée Charlemagne. Odtud odešel do Lycée Condorcet a poté do Janson-de-Sailly, kde učil až do roku 1896.
Od roku 1890 učil na Sorbonně. V roce 1900 Académie française zvolila Fagueta nástupcem zesnulého Victora Cherbulieze a přijala ho do svých řad (3. křeslo). Kvůli první světové válce jej v roce 1918 vystřídal politik Georges Clemenceau.
V roce 1916 se oženil, ale ve stejném roce zemřel. Místo jeho posledního odpočinku je na hřbitově Montparnasse.

## Dílo
- La Tragédie française au XVIe siècle (1883)
- Corneille (1885)
- La Fontaine (1889)
- Politiques et moralistes du XIXe siècle (1891)
- Voltaire (1894)
- Flaubert (1899)
- Questions politiques (1902)
- La politique comparée de Montesquieu, Rousseau et Voltaire (1902)
- Études littéraires (1903)
- Le Libéralisme (1903)
- Propos sur le théâtre (5 volumes) (1903-1910)
- En lisant Nietzsche (1904)
- Propos littéraires - Deuxième série (1904)
- Propos littéraires - Troisième série (1905)
- Simplification simple de l’orthographe (1905)
- Pour qu’on lise Platon (1905)
- L'anticléricalisme (1906),
- Propos littéraires - Quatrième série (1907)
- Musset des familles (1907)
- Le socialisme en 1907 (1907)
- Le Pacifisme (1908)
- Discussions politiques (1909)
- La démission de la morale (1909)
- Études littéraires - (1910)
- Propos littéraires - Cinquième série (1910)
- Madame de Sévigné (1910)
- Le Féminisme (1910)
- Rousseau penseur (1910)
- Vie de Rousseau (1910)
- Rousseau artiste (1910)
- Rousseau contre Molière (1910)
- En lisant les beaux livres (1911)
- Les amies de Rousseau (1912)
- L’Art de lire (1912)
- Le culte de l'incompétence (1912)
- Monseigneur Dupanloup - un grand évêque (1914)
- Initiation philosophique (1918)
- Initiation littéraire (1918)
- Chansons d'un passant (1921)
- Histoire de la poésie française (de la Renaissance au romantisme) (11 volumes) (1923-1936)